# Buciumi (okręg Bacău)
Buciumi – wieś w Rumunii, w okręgu Bacău, w gminie Buciumi. W 2011 roku liczyła 1438 mieszkańców.